# Milton Hinton

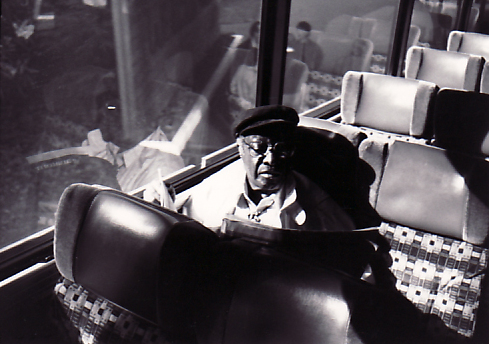
Milton Hinton 1989

Milton J. „Milt“ Hinton (Spitzname: The Judge), (* 23. Juni 1910 in Vicksburg, Mississippi; † 19. Dezember 2000 in Queens, New York) war ein US-amerikanischer Jazz-Bassist, -Sänger, -Bandleader, -Komponist, -Fotograf, -Forscher, und -Autor.

## Leben und Wirken
Milton war der Sohn einer Musiklehrerin und Organistin, wuchs in Chicago auf und lernte zunächst Violine, Horn und Bass-Saxophon. An der High School begann er Bass zu spielen und studierte Musik am Crane College und an der Northwestern University. Er spielte in den Bands von Boyd Atkins und Tiny Parham. Ab 1931 war er beim Violinisten Eddie South, danach bei Erskine Tate, Freddie Keppard, Jabbo Smith und 1936 im Trio von Zutty Singleton. 1936 bis 1951 war er in der Band von Cab Calloway. Nach deren Auflösung spielte er in New York u. a. mit Joe Bushkin, war kurz bei Count Basie und 1953/4 mit Louis Armstrong auf Japan-Tour. Er spielte auch mit  Dizzy Gillespie und 1955 mit Benny Goodman. Ab Mitte der 1950er Jahre war er hauptsächlich Studiomusiker bei CBS; so arbeitete er mit Enrique Villegas. Gelegentlich trat er noch auf, so beim Newport Jazz Festival 1957 mit Teddy Wilson, mit Ben Webster und als Begleiter von Sängern wie Sammy Davis, Judy Garland, Diahann Carroll, Harry Belafonte (1965/6). 
Mit Michael Fleming, Lisle Atkinson, Richard Davis, Ron Carter und Sam Jones gehörte Hinton in dieser Zeit auch zu Bill Lees New York Bass Violin Choir. Er war Schallplattenproduzent und schrieb Filmmusiken. Ab den 1970er Jahren trat er wieder regelmäßig auf, u. a. als Gast bei Charles Mingus and Friends in Concert (1972) , Butch Miles’
Miles and Miles of Swing (1978, mit Scott Hamilton und Marky Markowitz) und zunehmend ab den 1980er-Jahren in einer Rolle als „Grand Old Man“ des Jazz. 1988 wirkte er bei Branford Marsalis’ Album Trio Jeepy mit. Sein 80. Geburtstag wurde 1990 mit einem Konzert in der New Yorker Town Hall gefeiert und sein 90. Geburtstag 2000 durch ein Konzert auf dem JVC Festival in New York.
1975 (von den Lesern) und 2001 (Kritiker Poll) wurde er in die Down Beat Hall of Fame gewählt. Er erhielt viele Preise, u. a. 1991 den Benny Carter Award. Er war achtfacher Ehrendoktor.